# デレ・アデレエ
デレ・アデレエ（Dele Adeleye, 1990年3月25日 - ）は、ナイジェリア・ラゴス出身の元サッカー選手。現役時代のポジションはディフェンダー。

## 経歴

### クラブ
ナイジェリアのシューティング・スターズFCを経て、オランダ、エールディヴィジのスパルタ・ロッテルダムに移籍。2010年6月、ウクライナのFCメタルルフ・ドネツクへ移籍。代理人によると、プレミアリーグのエヴァートンFCからも興味をもたれていたが、イギリスの労働許可証が発行されなかったため、移籍できなかった。
2013年2月にロシア1部のFCクバン・クラスノダールに移籍したが、クバンでは公式戦に出場できなかった。2013年夏にFCアンジ・マハチカラに移籍。
2014年1月、ギリシャのエルゴテリスFCに5か月間の契約で移籍。その後OFIクレタに移籍。
2015年、カザフスタンのFCアクトベに移籍した。
2018年2月、FCSKA-エネルギア・ハバロフスクに加入した。

### 代表
ナイジェリア代表としては、2005年にU-20代表としてワールドユース、2008年にU-23代表として北京オリンピックに出場。2009年5月29日のアイルランド代表との親善試合でA代表デビュー。南アフリカW杯のメンバーにも選出されたが、出場機会はなかった。

## 代表歴

### 出場大会
- ナイジェリア代表
  - 2010 FIFAワールドカップ

### 試合数
- 国際Aマッチ 11試合 0得点（2009年-2011年）[1]

| ナイジェリア代表 | 国際Aマッチ | 国際Aマッチ |
| 年               | 出場        | 得点        |
| ---------------- | ----------- | ----------- |
| 2009             | 5           | 0           |
| 2010             | 2           | 0           |
| 2011             | 4           | 0           |
| 通算             | 11          | 0           |

## タイトル

### 代表
- U-20ナイジェリア代表
  - 2005 ワールドユース 準優勝
- U-23ナイジェリア代表
  - 2008 北京オリンピック 銀メダル